# Deleng Rutungtajal
Deleng Rutungtajal är ett berg i Indonesien.   Det ligger i provinsen Aceh, i den västra delen av landet, 1 500 km nordväst om huvudstaden Jakarta. Toppen på Deleng Rutungtajal är 919 meter över havet, eller 71 meter över den omgivande terrängen. Bredden vid basen är 0,33 km.
Terrängen runt Deleng Rutungtajal är varierad. Runt Deleng Rutungtajal är det ganska tätbefolkat, med 144 invånare per kvadratkilometer. I omgivningarna runt Deleng Rutungtajal växer i huvudsak städsegrön lövskog.